# Nephrotoma contrasta
Nephrotoma contrasta är en tvåvingeart som beskrevs av Alexander 1920. Nephrotoma contrasta ingår i släktet Nephrotoma och familjen storharkrankar. Inga underarter finns listade i Catalogue of Life.